# Dendrobates
Dendrobates Wagler, 1830 è un genere di piccoli anfibi anuri della famiglia Dendrobatidae, comunemente noti come rane dal dardo velenoso, diffuso in America Centrale e Sud America.

## Etimologia
Il nome deriva dal greco antico δένδρον?, dendron ("albero") e βάτης, batēs ("camminante") in riferimento alle abitudini arboricole di queste rane.  Vengono invece chiamate comunemente rane freccia, rane freccia avvelenata o rane dal dardo velenoso poiché gli indios Chocho sudamericani estraggono il veleno da esse prodotte per usarlo nella caccia, che si svolge usando cerbottane e dardi velenosi.

## Descrizione
I loro colori risultano essere brillanti e sgargianti (ad esempio D. azureus appare di colore blu metallizzato), e questo perché in natura gli organismi velenosi si sono evoluti sviluppando una colorazione che più è vivace, più sta ad indicare il grado di letalità del veleno dell'animale stesso (aposematismo).
 
Essendo anfibi alla nascita presentano una fase larvale e quindi passano tutto il tempo in acqua respirando tramite le branchie. Successivamente con la metamorfosi sviluppano i polmoni e cominciano a respirare come tutti gli altri animali terrestri concludendo il loro ciclo vitale. 

I Dendrobates secernono veleno da due ghiandole poste al loro retro, in modo tale che esso ricopra la totalità del corpo.

## Tassonomia
Un tempo si pensava comprendesse una quarantina di specie, ma in realtà le specie valide sono soltanto cinque:
- Dendrobates auratus (Girard, 1855)
- Dendrobates leucomelas (Steindachner, 1864)
- Dendrobates nubeculosus (Jungfer and Böhme, 2004)
- Dendrobates tinctorius (Cuvier, 1797)
- Dendrobates truncatus (Cope, 1861)

Altre specie che prima si pensava appartenessero al genere Dendrobates appartengono invece ad altri generi, come la Ranitomeya fantastica.

## Allevamento
L'allevamento di queste rane non è semplice. Vivendo nelle foreste pluviali del Sud e del Centro America, hanno bisogno di un tasso di umidità costante all'80% con punte del 90%. Le temperature vanno mantenute a una media di 23-24 gradi con minime notturne di 19-20. La dieta in cattività è composta quasi esclusivamente da Drosophila spp.

## Veleno
Le rane dal dardo velenoso sono pericolose a causa del loro potente veleno. Questo veleno contiene batracotossine, che possono causare paralisi e persino la morte se ingerite o se entrano in contatto con ferite aperte. Le tribù indigene utilizzano questo veleno per avvelenare le punte delle loro frecce e dardi, rendendole armi molto efficaci. È importante notare che queste rane non sono pericolose se non vengono toccate o disturbate. La loro colorazione vivace serve come avvertimento ai predatori della loro tossicità.